# 2000 en architecture
| Années de l'architecture : 1997 - 1998 - 1999 - 2000 - 2001 - 2002 - 2003    |
| Décennies de l'architecture : 1970 - 1980 - 1990 - 2000 - 2010 - 2020 - 2030 |

Cet article présente les faits marquants de l'année 2000 en architecture.

## Réalisations
- 12 mai : ouverture de la Tate Modern, reconversion d'une centrale électrique désaffectée par Herzog & de Meuron.
- Palais de justice de Nantes par Jean Nouvel.
- Gare de Liège Guillemins par Santiago Calatrava (Construction de 2000 à 2009)

## Événements
- 22 juin : le cabinet international d'architecture Snøhetta remporte le concours international organisé pour la réalisation du Nouvel Opéra d'Oslo[1].

## Récompenses
- Grand Prix de l'urbanisme : Alexandre Chemetoff.
- Prix Pritzker : Rem Koolhaas.
- Prix de l'Équerre d'argent : Philippe Gazeau pour l'extension du Centre sportif Léon Biancotto, Paris 17e.

## Décès
- 19 février : Friedensreich Hundertwasser (° 15 décembre 1928).
- 28 juin : Jeanne Bueche (° 15 avril 1912).
- 3 juillet : Enric Miralles (° 12 février 1955).
- 29 juillet : Eladio Dieste (° 10 décembre 1917).
- Ngô Viết Thụ (° 1926).